# Bogislav Løffler
Bogislav Løffler (virksom 1750-1757) var en billedhugger, som måske havde slavisk herkomst.
Løffler blev indkaldt til Danmark omkring 1750 og havde før da arbejdet på forskellige kongelige slotte i Potsdam. Hans værker præges af den frodige og pittoreske behandling, som Louis-Augustin le Clerc tilførte rokokoen i interiørerne i palæerne, som senere blev til Amalienborg. Især den virtuost udskårne hjørneornamentik er karakteristisk for Løfflers arbejde.

## Værker
- Ornamentalt billedhuggerarbejde på Fredensborg Slot, bl.a. seks konsolborde og et vægspejl (1755)
- I Moltkes og Levetzaus Palæer, Amalienborg, bl.a. på midtkartouchen, sidevolutter m.v. på kaminerne i riddersalen i Moltkes Palæ, tapetrammer, kantlister og hjørneornamenter i andre gemakker (1757)